# Asociación de Guías Scouts de Colombia
L'Asociación de Guías Scouts de Colombia (AGSC,Associazione Ragazze Guide della Colombia) è l'organizzazione nazionale del Guidismo in Colombia. Questa conta 627 membri (nel 2003). Fondata nel 1936, l'organizzazione diventa un membro effettivo del World Association of Girl Guides and Girl Scouts (WAGGGS) nel 1954.
L'emblema dell'associazione incorpora elementi della Bandiera colombiana.

## Programma
L'organizzazione è divisa in quattro branche in rapporto all'età:
- Haditas - dai 6 ai 9 anni
- Guías Menores - dai 10 ai 12
- Guías Caravelas - dai 13 ai 15
- Guías Mayores - dai 16 ai 18

### Promessa
Con las gracias de Dios, yo... prometo por mi honor, hacer todo cuanto de mi dependa para cumplir mis deberes para con Dios, mi Patria y mi Familia, ser útil al prójimo en todas las circunstancias y obedecer la Ley Guía.
"Con la grazia di Dio, io...prometto per il mio onore, tutto ciò che mi è possibile per compiere i miei dovere con Dio, la mia Patria e la mia Famiglia, essere utile al prossimo in tutte le circostanze e obbedire alla Legge Guida."

### Legge della Guida
Español:
1. La Guía ama la verdad y la vive.
2. La Guía es leal y digna de confianza.
3. La Guía es útil a la comunidad.
4. La Guía es amiga de todos y hermana de las demás Guias.
5. La Guía está abierta al diálogo y respeta las convicciones de los demás.
6. La Guía ama la vida y la naturaleza y al ver en ellas la obra de Dios, procura su conservación y progreso.
7. La Guía es responsable.
8. La Guía es alegre y optimista ante las dificultades.
9. La Guía cuida sus cosas y respeta las de los demas.
10. La Guía es disciplinada y consciente de lo que piensa, dice y hace.

Italiano:
1. La guida ama e vive la verità .
2. La guida è leale e degna di confidenza.
3. La guida è utile alla comunità.
4. La guida è amica di tutti e sorella delle altre.
5. La guida è disposta al dialogo e rispetta le convinzioni degli altri.
6. La guida ama la vita e la natura e vede in essa l'opera di Dio, favorendo la sua conservazione e il progresso.
7. La guida è responsabile.
8. La guida è allegra e ottimista di fronte alle difficoltà.
9. La guida cura le sue cose e rispetta quelle degli altri.
10. La guida è disciplinata e cosciente di quello che pensa, dice e fa.